# 1424
Rok 1424 (MCDXXIV) gregoriánského kalendáře začal ve čtvrtek 1. ledna a skončil v pátek 31. prosince. Dle židovského kalendáře nastal přelom roků 5184 a 5185, dle islámského kalendáře 845 a 846.

## Události
- vypleněn klášter Pohled
- 7. června – Bitva u Malešova
- 28. října – Husité dobyli Mohelnici a povraždili na 700 jejích obyvatel.

### Probíhající události
- 1405–1433: Plavby Čeng Chea
- 1406–1428: Čínsko-vietnamská válka
- 1419–1434: Husitské války

## Narození
- 6. června – Blanka Navarrská, kněžna z Asturie a navarrská královna († 2. prosince 1464)
- 31. října – Vladislav III. Varnenčik, polský král († 10. listopadu 1444)
- 25. prosince – Markéta Skotská, dcera skotského krále Jakuba I. († 16. srpna 1445)
- Marguerita de Sassenage, milenka francouzského krále Ludvíka XI.

## Úmrtí
Česko
- 11. října – Jan Žižka z Trocnova, český vojevůdce a autor tzv. vozové hradby (* 1360)
- ? - Jan II. Opavský, kníže ratiborský a nejvyšší hofmistr Českého království (* 1365)

Svět
- 10. června – Arnošt Habsburský (1377–1424), rakouský vévoda (* 1377)
- 12. srpna – Jung-le, čínský císař (* 2. května 1360)
- Jana z Boulogne, hraběnka z Auvergne a Boulogne (* 1378)

## Hlavy států
- České království – bezvládí
- Svatá říše římská – Zikmund Lucemburský
- Papež – Martin V. – Klement VIII.
- Anglické království – Jindřich VI.
- Francouzské království – Karel VII. Vítězný
- Polské království – Vladislav II. Jagello
- Uherské království – Zikmund Lucemburský
- Byzantská říše – Manuel II. Palaiologos
- Srbsko – Stefan Lazarević
- Kastilie – Jan II. Kastilský
- Litevské velkoknížectví – Vytautas Veliký
- Vlámské hrabství – Filip III. Dobrý